# Wetala
Wetala (sanskr. वेताल, trl. Vetāla, ang. Vetala) – jeden z rodzajów niewidzialnych istot w hinduizmie, najczęściej waloryzowanych bardzo negatywnie. W malarstwie duchy wetala przedstawiane są w barwie czerwonej.
Przypisywana szczególnie wetalom umiejętność to, zdolność do wejścia w ciało zmarłego i zawładnięcia nim (do tego stopnia, że trup zachowuje się jak żywy człowiek), jak również opuszczenie takiego ciała w miejscu i czasie według woli wetali.
Wetalasadhana, praktykowana w miejscach kremacji, ukierunkowana jest na uzyskiwanie łask i cudownych mocy (wetalasiddhi) od przywołanego ducha typu wetala.